# BI-RADS
BI-RADS es un acrónimo de Breast Imaging-Reporting and Data System, una herramienta de garantía de calidad diseñada originalmente para su uso con mamografía. El sistema es un esfuerzo de colaboración de muchos grupos de salud, pero está publicado y registrado por el American College of Radiology (ACR)

## Documentos publicados
Los reportes BI-RADS se publican por el ACR en un formato llamado Atlas BI-RADS. Para el año 2007, el atlas se dividía en 3 publicaciones:
- Mammography, Cuarta Edición
- Ultrasound, Primera Edición
- MRI, Primera Edición

## Categorías
Siendo que el BI-RADS es un sistema de control de calidad, su uso diario implica una evaluación en categorías numéricas de una mamografía, asignado por el médico radiólogo e imagenologo radiólogo después de interpretar la mamografía. Ello permite que se presente un reporte radiográfico uniforme y conciso y que puede ser entendido por múltiples médicos o centros hospitalarios. Consta de 7 clases diferentes de acuerdo a su estadificación, la categoría 6 fue añadida en la 4.ª edición del atlas de mamografía:
Categoría 0
Radiografía insuficiente, necesita una evaluación adicional con otro estudio, no es posible determinar alguna patología.
Categoría 1
Mamografía negativa a malignidad, sin ganglios o calcificaciones. 0% de posibilidades de cáncer.
Categoría 2
Mamografía negativa a malignidad, pero con hallazgos benignos (ganglios intramamarios, calcificaciones benignas, etc). 0% de posibilidades de cáncer.
Categoría 3
Resultado con probable benignidad, pero que requiere control a 6 meses. Puede presentar nódulos circunscritos o algún grupo pequeño de calcificaciones puntiformes y redondeadas. 2.24% de posibilidades de cáncer.
Categoría 4
Resultado dudoso de malignidad. Requiere una confirmación histopatológica. Consta de 3 grados de acuerdo con su porcentaje de malignidad que van del 3 al 94%
1. A.- Baja sospecha de malignidad. 3 a 10%
2. B.- Sospecha intermedia de malignidad. 11 a 49%
3. C.- Sospecha moderada de malignidad. 50 a 94%

Categoría 5
Alta sospecha de malignidad. Requiere biopsia para confirmar diagnóstico.
>95% de posibilidades de malignidad.
Categoría 6
Malignidad comprobada mediante biopsia.

## Clases de composición mamaria
En relación con el tipo de tejido encontrado por el radiólogo durante la mamografía, se reporta:
- 1: Grasa en su mayor totalidad
- 2: Densidades fibroglandulares esporádicas
- 3: Heterogéneamente denso
- 4: Extremadamente denso